# Obarzanków-Strugi
Obarzanków-Strugi – wieś w Polsce położona w województwie łódzkim, w powiecie opoczyńskim, w gminie Mniszków. Obecnie zamieszkuje w niej 60 osób.
W latach 1975–1998 miejscowość administracyjnie należała do województwa piotrkowskiego.
Wierni Kościoła rzymskokatolickiego należą do parafii Najświętszego Serca Jezusowego w Zajączkowie.